# Charaxes howarthi
Charaxes howarthi is een vlinder uit de familie van de Nymphalidae. De wetenschappelijke naam van de soort is voor het eerst geldig gepubliceerd in 1976 door Minig.